# Muskegon YMCA Building
El Muskegon YMCA Building es un edificio YMCA ubicado en 297 West Clay Avenue en la ciudad de Muskegon, en el estado de Míchigan (Estados Unidos). Fue construido en 1926 e incluido en el Registro Nacional de Lugares Históricos en 1982. Ha sido renovado y actualmente alberga 297 Clay Condominiums. 

## Historia
Un capítulo de Muskegon de la YMCA se formó por primera vez en 1890. Sin embargo, el pánico de 1893 obligó al grupo a la insolvencia, y cerró en 1897. Sin embargo, en 1916, un grupo de líderes cívicos se reunió con algunos jóvenes locales para reorganizar un Capítulo de la YMCA. En 1918, el grupo se mudó a la antigua armería de la ciudad, y en 1923 el grupo se trasladó a la armería más nueva y más grande. En 1925, se lanzó una campaña de recaudación de fondos con el objetivo de recaudar 70.000 dólares para financiar un nuevo edificio de la YMCA. Los residentes de Muskegon terminaron comprometiendo 350.000 dólares en donaciones.
El Muskegon YMCA contrató a los estudios de arquitectura Foeller, Schoeber y Stevenson de Green Bay, Wisconsin y Edwin E. Vallentine de Muskegon, quienes trabajaron en cooperación para diseñar este edificio. La construcción comenzó en 1926 y el edificio se inauguró en 1927. El edificio tenía mucha demnda y, en 1929, se necesitaba una adición. Para satisfacer la necesidad, se hipotecó el edificio y se construyó una nueva sección de dormitorio de 30.000 dólares. El inicio de la Gran Depresión afectó la capacidad de la YMCA para pagar el préstamo.
La deuda se canceló en 1941 y la YMCA continuó utilizando el edificio hasta finales de la década de 1970, cuando el tamaño de las instalaciones de Clay Avenue ya no era adecuado. La organización construyó una nueva instalación en el paseo marítimo de Muskegon y se mudó de este edificio. La instalación permaneció vacía hasta 1981, cuando se hicieron planes para rehabilitar la estructura.

## Descripción
El edificio Muskegon YMCA es un edificio de cuatro pisos construido de ladrillo rubio con molduras de piedra caliza. El exterior del edificio muestra una colección de estilo art déco superpuesto con ornamentación del neogótico tardío. La fachada frontal tiene siete tramos de ancho con masas equilibradas y aberturas de ventanas. La entrada principal está en la bahía central, enmarcada por pilares laterales de inspiración gótica y rematada con un bloque de piedra caliza que lleva el nombre del edificio. Los tramos a cada lado contienen ventanas de arco redondeado. Un recorrido de banda de piedra caliza moldeada atraviesa la parte superior del primer piso. El segundo y tercer piso están conectados visualmente por cursos de banda de piedra caliza y pilares de ladrillo. El cuarto piso está separado del tercero por una franja de piedra caliza.
Un lado del edificio también da a la calle. Esta fachada está ligada visualmente a la principal mediante el uso de conjuntos de ventanas de arco redondeado similares en el nivel del primer piso y el uso de corredores de piedra caliza. Las otras fachadas laterales y traseras son mucho más simples.